# Bad Little Angel
Bad Little Angel is een dramafilm uit 1939 onder regie van Wilhelm Thiele. De film is gebaseerd op het verhaal Looking After Sandy van Margaret Turnbull.

## Plot
Patricia Victoria 'Patsy' Sanderson is een weesmeisje dat woont bij mevrouw Perkins. Nadat zij overlijdt aan een hartaanval wordt Patsy samen met haar hond Rex in een opvangtehuis geplaatst. Ze heeft het hier echter niet naar haar zin en zoekt haar steun bij de bijbel. Ze is ervan overtuigd dat God haar de opdracht heeft gegeven naar Egypte te reizen, en koopt een treinkaartje naar Egypt, New Jersey. Eenmaal aangekomen, raakt ze bevriend met straatjongen Tommy Wilks. Als zij hem vertelt dat ze geen onderdak heeft, stelt hij haar voor aan de goedaardige redacteur Jim Creighton. Hoewel Jim niet van plan is haar te adopteren, kan hij het niet over zijn hart verkrijgen Patsy terug op straat te zetten en neemt haar mee naar zijn huis voor een avondmaal. Zijn vrouw Ellen is minder blij met haar komst, maar zijn drie kinderen ontvangen haar met open armen. Ook Ellen is al snel onder de indruk van haar charismatische karakter en biedt haar aan een paar dagen bij de familie te overnachten. De volgende dag is Patsy getuige als Jim zijn baan verliest. Ze denkt dat het haar schuld is en is van plan de stad te verlaten.
Wanneer Jim te horen krijgt dat Patsy weg wil gaan, probeert hij haar tegen te houden. Hij vertelt haar dat hij en Ellen haar willen adopteren. Ondertussen wordt Tommy uit huis gezet, omdat zijn dronken vader de huur niet meer kan betalen. Patsy regelt dat hij met zijn vader in de schuur van de familie Creighton mag verblijven. Als ze er ook voor zorgt dat Tommy zijn ruzie met zijn vader bijlegt, krijgen ze een hechte band met elkaar. Op een gegeven moment worden Patsy en Tommy verliefd op elkaar, maar weten niet goed hoe ze met die gevoelens om moeten gaan. Ze maakt zich ondertussen druk om Jim, die geen baan kan vinden. Ze brengt Luther Marvin een bezoek, in de hoop hem weer aan te nemen als redacteur. De bittere en strenge meneer Marvin wil echter niet naar haar luisteren en stuurt haar weg. Onmiddellijk na haar vertrek blijkt er een huis in brand te staan. Jim schiet te hulp om het vuur te stoppen, maar wordt geraakt door een stuk hout en valt bewusteloos op de grond.
Patsy en Tommy zijn getuige van het ongeluk en rennen naar hem toe om hem te helpen. Ze worden veilig weggehaald, maar Jim blijkt ernstige verwondingen te hebben. Patsy denkt wederom dat zij verantwoordelijk is voor alles wat is gebeurd en vertelt Tommy dat ze de stad wil verlaten. Tommy wil haar niet laten gaan, maar ze weigert nog langer te blijven. Meneer Marvin, die zich schuldig voelt voor het lot van Jim en daarom is veranderd in een meelevende, overtuigt haar om bij de familie Creighton te blijven. Ze zoekt opnieuw haar steun in de bijbel en is ervan overtuigd dat Jim de verwondingen zal overleven. Ze brengt hem een bezoek en krijgt te horen dat hij snel beter zal worden.

## Rolbezetting
| Acteur              | Personage                           |
| ------------------- | ----------------------------------- |
| Virginia Weidler    | Patricia Victoria 'Patsy' Sanderson |
| Gene Reynolds       | Thomas 'Tommy' Wilks                |
| Guy Kibbee          | Luther Marvin                       |
| Ian Hunter          | Jim Creighton                       |
| Elizabeth Patterson | Mevrouw Perkins                     |
| Reginald Owen       | Edwards                             |
| Henry Hull          | Red Wilks                           |
| Lois Wilson         | Mevrouw Ellen Creighton             |
| Ann E. Todd         | Libbit Creighton                    |
| Douglas Madore      | Georgie Creighton                   |
| Mickey Kuhn         | Bobby Creighton                     |
| Terry               | Rex, Patsy's hond                   |